# بخش ماهندراگر
بخش ماهندراگر (به انگلیسی: Mahendragarh district) یک منطقهٔ مسکونی در هند است که در Gurugram division واقع شده‌است. بخش ماهندراگر ۱٬۸۹۹ کیلومتر مربع مساحت و ۹۲۲٬۰۸۸ نفر جمعیت دارد.